# Хаккай-Мару
Хаккай-Мару (Hakkai Maru) — транспортне судно, яке під час Другої світової війни взяло участь у операціях японських збройних сил в архіпелазі Бісмарка.

## Передвоєнна служба
Вантажне судно Хаккай-Мару спорудили в 1939 році на верфі компанії Tama Zosensho у Тамано для компанії Itaya Shosen.
26 березня 1941-го його реквізували для потреб Імперського флоту Японії та призначили для конверсії у військовий транспорт.

## Початок Другої світової війни
У першій половині грудня 1941-го судно побувало в японських портах Моджі, Токуяма, Сасебо, а потім вирушило на південь та до кінця січня 1942-го відвідало Такао (наразі Гаосюна на Тайвані), Мако (важлива база японського ВМФ на Пескадорських островах у південній частині Тайванської протоки), Самах та Юлінь (острів Хайнань), бухту Камрань (узбережжя південного В'єтнаму), Сайгон (наразі Хо-Ши-Мін).
Наприкінці січня Хаккай-Мару знову прибуло до Японії, прийняло вантаж та у другій декаді лютого 1942-го знову вирушило до портів Формози та В'єтнаму. Вже при поверненні з цього рейсу, 10 березня, у Східнокитайському морі за півтори сотні кілометрів від Веньчжоу були помічені три торпеди, які, втім, не влучили в Хаккай-Мару.
У наступні кілька місяців судно продовжувало транспортні рейси. Зокрема, у травні — на початку червня 1942-го воно побувало у Нідерландській Ост-Індії, де заходило на острів Амбон (Молуккський архіпелаг) та в порт Сурабаї (острів Ява), а також у В'єтнамі в портах Сент-Жако (наразі Вунгтау), Хонгай, Камфа.

## Рейс до архіпелагу Бісмарка
12 серпня 1942-го Хаккай-Мару прибуло на верф ВМФ у Сасебо для переобладнання у ремонтне судно. 1 вересня 1942-го воно вийшло звідси, а вже на початку жовтня 1942-го опинилось в архіпелазі Бісмарка в Рабаулі — головній передовій базі, з якої провадились операції на Соломонових островах та сході Нової Гвінеї. Тут протягом наступних місяців воно провело ремонт багатьох кораблів, зокрема легкого крейсера «Тенрю», есмінців «Акідзукі», «Кадзагумо», переобладнаного гідроавіаносця «Кійокава-Мару», авіатранспорта «Кейо-Мару», судна постачання Оноє-Мару.
21—24 травня 1943-го Хаккай-Мару в конвої № 2212 перейшло з Рабаулу на Трук (головна база японського ВМФ у Океанії, розташована в центральній частині Каролінського архіпелагу), а 26 травня — 5 червня прослідувало звідти до Токійської затоки в конвої № 4526.

## Рейс на Курильські острови
У другій половині червня 1943-го Хаккай-Мару прибуло на острів Парамушир, де перебувало до кінця серпня та виконало ремонтні роботи на есмінцях «Хібікі», «Хацушимо», «Наганамі», «Самідаре», «Вакаба», плавучій базі підводних човнів Хейан-Мару, фрегаті «Кунаширі». Також Хаккай-Мару взяло участь у порятунку транспорту Акашісан-Мару, який сів на мілину біля Симушира, після чого виконало на ньому первісний ремонт.

## Другий рейс до Рабаулу
21 вересня 1943-го Хаккай-Мару у складі конвою № 3921 відбуло з Токійської затоки на Трук, куди прибуло 1 жовтня. Тут воно провело ремонти на транспортах Окіцу-Мару, Ямашимо-Мару, а також взяло участь у рятувальних роботах щодо судна Кікукава-Мару, на якому виникла пожежа.
9—12 листопада 1943-го Хаккай-Мару у складі конвою № 2102 перейшло до Рабаулу. Тут воно провадило ремонт на тральщику W-26, транспортах Хакусан-Мару (пошкоджений під час авіанальоту 2 листопада), Тайшо-Мару, Ейфуку-Мару.
Крім того, з Хаккай-Мару відправили спеціалістів до Кавієнгу (ще одна японська база в архіпелазі Бісмарка на острові Нова Ірландія), де вони оцінювали стан залишків транспорту Рюосан-Мару та гідрографічного судна «Цукусі».
17 січня 1944-го гавань Рабаула стала об'єктом для потужного авіанальоту. Хаккай-Мару зазнало влучання торпедою в районі машинного відділення та затонуло. Загинуло 25 членів екіпажу.